# Ивановское (Удомельский район)
Ива́новское — деревня в Удомельском городском округе Тверской области.

## География
Находится в 12 км (по прямой) к юго-западу от города Удомля на берегу озера Сестрино, которое соединяется здесь протокой с озером Волчино.
В Советское время жители деревни трудились в известном санатории «Голубые озёра», сейчас в Ивановском действуют небольшие базы отдыха «Лесная дача» и «Сказка».

## История
Усадебный комплекс в Ивановском построен в первой половине XIX века владельцем усадьбы Авсеево (сейчас урочище Овсеево в 1,5 км к северо-востоку) Иваном Терентьевичем Сназиным. Он построил новую усадьбу на берегу озера Сестрино и назвал её по своему имени — Ивановское. В 1822 году построена церковь во имя Рождества Иоанна Предтечи, и в Списке населенных мест Тверской губернии 1859 года Ивановское значится как владельческое село (Вышневолоцкий уезд, при озере Волчине, 5 дворов, 71 житель, православная церковь).
В 1840-70-е годы здесь были построены кирпичные двухэтажные дома, три флигеля, конюшня, 4 оранжереи, 3-этажный дом (позже перестроенный в виде дворца), а также ряд деревянных хозяйственных построек. Где-то поблизости работал кирпичный заводик. Через протоку, соединяющую озера Сестрино и Волчино, был построен мост на быках из красного кирпича (Красный мост), по бокам которого размещались по 2 павильончика (беседки) с каждой стороны.
Последний владелец имения, В. Ф. Гаслер, в начале XX века перестроил усадебный дом в готическом стиле, построил в Ивановском 2-этажную кирпичную церковно-приходскую школу. Высококультурное хозяйство на землях имения считалось образцовым.
После революции в усадьбе была организована коммуна, в 1921-25 годах располагался детдом, в 1926 году здесь был организован свиносовхоз «Коммунар». В 1937 году свиносовхоз был ликвидирован и организован дом отдыха для работников мясной и молочной промышленности СССР. В 1938 году дом отдыха передали московскому мясокомбинату имени Микояна и 15 июня 1938 года он принял первых 150 отдыхающих. А в 1939—1940 годах здесь уже отдыхали одновременно по 250—300 человек. В годы войны здесь располагался госпиталь 4-й Воздушной Армии. Подсобное хозяйство Дома отдыха полностью снабжало госпиталь продуктами питания.
В 1960-е годы правительство СССР приняло решение о передаче всех санаториев и домов отдыха в ведение профсоюзов. В это же время Дом отдыха и получил своё нынешнее название — «Голубые озёра». Расширен до 500 человек в смену летом и 300 — зимой.
Пик развития санатория пришёлся на 1970−80-е годы. В 1979 году были пробурены две глубокие скважины из которых получены слабо газирующие воды с хлоридно-сульфатной натриево-кальциевой минерализацией Ижевского типа, пригодные для лечебно-столового применения и содержащие широкий спектр полезных микроэлементов. После этого началось проектирование и строительство новых корпусов.
С началом «перестройки» «Голубые озёра» были фактически приватизированы от профсоюзов через создание ООО «Тверькурорт».
В 2007 году ООО «Санаторий Голубые озёра» продано московской фирме, при этом продано вместе с жилым фондом, построенном для работников санатория.
В настоящее время Дом отдыха закрыт (обанкрочен владельцем). Старые корпуса санатория законсервированы, новые — стоят брошенными.
До 2015 года деревня входила в состав Таракинского сельского поселения.

## Население
| 1859 | 2002 | 2008 | 2010 |
| ---- | ---- | ---- | ---- |
| 71   | ↗260 | ↗296 | ↘189 |